# Miss Italia 1963
Miss Italia 1963 si svolse a Salsomaggiore Terme, in un'unica serata il 1º settembre 1963. Vinse la diciottenne Franca Dall'Olio di Cagliari. L'organizzazione è diretta da Enzo Mirigliani.

## Risultati
| Risultato finale | Concorrente                                      |
| ---------------- | ------------------------------------------------ |
| Miss Italia 1963 | - – Franca Dall'Olio (Miss Sardegna)             |
| Miss Cinema      | - – Marina Fava (Miss Romagna)                   |
| Miss Eleganza    | - – Anna Maria De Melgazzi (Miss Cinema Toscana) |
| Miss Sorriso     | - – Agata Fiori (Miss Cinema Lazio)              |

## Concorrenti
01) Maria Teresa Scolaro (Miss Cinema Veneto)

02) Vanna Razzini

03) Silla Chaouat Sacuto (La Bella di Tunisi)

04) Anna Maria De Melgazzi (Miss Cinema Toscana)

05) Gabriella Campia (Miss Piemonte)

06) Emilia Bruccoleri (Miss Cinema Sicilia)

07) Rinuccia Carenzo (Miss Cinema Piemonte)

08) Antonietta Brugali (Miss Eleganza Veneto)

09) Franca Cesari (Miss Sorriso Romagna)

10) Franca Dall'Olio (Miss Sardegna)

11) Paola Perosa (Miss Veneto)

12) Rosa Maria Zarri (Miss Marche)

13) Vittoria Solferini (Miss Emilia)

14) Laura Masserenti (Miss Cinema Liguria)

15) Lia Terranova (Miss Cinema Calabria)

16) Silvana Airaghi (Miss Lombardia)

17) Manuela Barbaglia (Miss Cinema Campania)

18) Aysia Veronica Gudely

19) Ysio Murgia (Miss Sorriso Sardegna)

20) Maria Pini

21) Stefania Careddu

22) Agata Fiori (Miss Cinema Lazio)

23) Iolanda Calimondo (Miss Roma)